# Aster Island
Aster Island ist eine unbewohnte Insel im australischen Bundesstaat Western Australia. Die Insel gehört zu den Montebello-Inseln. Sie ist 79 Kilometer vom australischen Festland entfernt.
Sie ist 160 Meter lang und 70 Meter breit. In der Nähe liegen die Inseln Dahlia Island, Dandelion Island und Pimelea Island.